# Đớp ruồi mặt hung
Ficedula dumetoria là một loài chim trong họ Muscicapidae.